# Platja de la Cabaña
La Platja de la Cabanya, es troba en el concejo asturià de Gozón i pertany a la localitat de Verdicio.
L'accés és a través d'aquesta última, de la qual dista uns 300 m mitjançant un camí relliscós i estret raó per la qual cal prendre les degudes precaucions; una d'elles és procurar anar sempre acompanyat. En el seu flanc oest hi ha una gran roca que té forma de granota. L'envolta un paisatge digne d'esment i adequat per als amants de la fotografia.
Pels andarines està propera la senda marítima «PR-AS 25» que va des del Faro de Sant Joan de Neva, o Faro d'Avilés, fins al Cap de Peñas. La platja no disposa de cap servei i les activitats més recomanables són la pesca submarina i l'esportiva i recreativa a canya.